# Mervana Jugić-Salkić
Mervana Jugić-Salkić (ur. 14 maja 1980 w Zenicy) – bośniacka tenisistka, reprezentantka kraju w Fed Cup, olimpijka z Aten (2004).

## Kariera tenisowa
Zawodową tenisistką była w latach 1999–2014. Zwyciężyła w dwóch imprezach rangi WTA Tour w grze podwójnej.
W latach 1997–2011 reprezentowała Bośnię i Hercegowinę w Fed Cup, osiągając bilans 26 zwycięstw i 13 porażek.
W 2004 zagrała na igrzyskach olimpijskich w Atenach w konkurencji gry pojedynczej, odpadając w pierwszej rundzie z Włoszką Marią Eleną Camerin.
W rankingu gry pojedynczej Jugić-Salkić najwyżej była na 99. miejscu (21 czerwca 2004), a w klasyfikacji gry podwójnej na 59. pozycji (10 lipca 2006).

### Wygrane turnieje rangi WTA Tour

#### Gra podwójna (2)
|    | Data       | Turniej                          | Kat.         | ($)     | Naw.   | Partnerka          | Finalistki                              | Wynik            |
| 1. | 10/01/2004 | Auckland, ASB Classic            | Kategoria IV | 145 000 | twarda | Jelena Kostanić    | Virginia Ruano Pascual Paola Suárez     | 7:6(6), 3:6, 6:1 |
| 2. | 07/06/2005 | Modena, Internazionali di Modena | Kategoria IV | 145 000 | ziemna | Julija Bejhelzimer | Michaela Paštiková Gabriela Navrátilová | 6:2, 6:0         |